# Kaunisvaara
Kaunisvaara is een dorp binnen de Zweedse gemeente Pajala. Het dorp bestaat uit eigenlijk twee kernen Kaunisvaara (noord) en Sahavaara (zuid), maar deze twee kernen worden in de Zweedse statistieken apart gehouden. Beide dorpen liggen aan de voet van heuvels met dezelfde naam. Kaunisvaara en Sahavaara liggen aan de Riksväg 99. Het dorp Kaunisvaara is in de 18e eeuw gesticht.
Aareavaara · Anttis · Huukki · Isovaara · Jarhois · Juhonpieti en Erkheikki · Junosuando · Kainulasjärvi · Kangos · Kardis · Kassa · Kätkesuando · Käymäjärvi · Kaunisvaara · Kengis · Kenttä · Keräntöjärvi · Kieksiäisvaara · Kiilarova · Kihlanki · Kitkiöjärvi · Kitkiöjoki · Kolari · Kompelusvaara · Korpilombolo · Kurkkio · Lahenpää · Lahnajärvi · Lautakoski · Liviöjärvi · Lovikka · Männikkö · Muonionalusta · Muodoslompolo · Narken · Nuuksujärvi · Ohtanajärvi · Oksajärvi · Pääjärvi · Pajala · Parkalompolo · Pentäsjärvi · Peräjävaara · Pimpiö · Ristimella · Ruosteranta · Sahavaara · Saittarova · Salmijärvi · Särkimukka · Sattajärvi · Selkäjärvi · Suaningi · Talinen · Tärendö · Teurajärvi · Torinen · Törmäsniva · Tornefors